# 固有種
固有種（こゆうしゅ）とは、特定の国や地域にしか生息・生育・繁殖しない生物学上の種。特産種とも言う。大陸などから隔絶されている島嶼などで多く見られる。地域個体群の絶滅が、即座に種そのものの絶滅につながるので、保護対象として重要である。
日本にしか分布しない動植物の種は、日本固有種という。

## 定義
どのような生物も、それぞれに固有の地理分布を持っている。それが広いものもあれば、狭いものもあるのはある意味で当然である。極端に広いものはほとんど世界中で見つかる。北極南極を除けば世界中にいる、という生物もいないわけではない。代表的なのがヒトである（現代の文明が暖房器具を発明するより前から、熱帯から極周辺まで生息していた）。また、熱帯域に広く分布やアフリカからアジアまでといった分布域を持つものもある。このようなものを汎存種（広域分布種・コスモポリタンなど）という場合もある。これらの逆に、世界中のごく一部でしか見られないものがある。そのような生息範囲の狭いものを指して、その地域の固有種と呼ぶ。
どの程度の分布範囲からを固有種とするかについては定まっていない。一般的には島のような陸続きの範囲など地理的なまとまりや国のような行政区分が考察の対象となるため、そのような区分のいずれかの範囲のみに生息するものを指して言う。例えば、アマミノクロウサギは奄美大島と徳之島、オオサンショウウオは本州、ムササビは日本列島に固有、あるいはこれらすべてを日本の固有種、といった表現がよくなされる。しかし、トラはアジアの固有種、キリンはアフリカに固有というのが間違いとも言えない。あまり広く範囲をとると意味がなくなるが、文脈によっては使われる可能性がある。トラはなぜ北アメリカにいないのかを論ずるとすれば、この表現もあり得る。
なお、種より上位あるいは下位の分類群について、固有の科や固有属、固有亜種、固有変種などと用いる場合もある。ハワイミツスイ科はハワイ諸島固有の科である。

## メカニズム
島嶼に固有種が多いのは、個体群が隔離され、しかも規模が小さいため、種分化が起きやすいためといわれる。突然変異が起きた場合に、他の個体群と交流がないので、その個体群固有の遺伝子となる上に、集団が小さければ、それが広がりやすい。しかも、その地域に独特の条件による選択が加われば、種分化の速度は格段に早まると考えられる。また、列島で島ごとの種分化が見られる例もよくある。
さらに、海洋島では、はじめは生物がいないところから始まり、しかも侵入する種そのものが少ないから、そのために生態的地位の空きが多い。したがって、適応放散が起きやすく、それが固有種を増やす理由にもなっていると見られる。
同じような理由から、陸続きであっても、生息可能な環境が隔離されている場合や生物その物の移動能力の弱い場合には、地域個体群が孤立しやすくなるので、種分化が起きやすく、結果的に地域固有種を生じやすい。日本の例でいえば、前者は高山植物がこれに当たる。後者の例としては、動物ではサンショウウオやカタツムリ、植物ではカンアオイ属などにそのような例が見られる。
逆に言えば、隔離分布をしている生物は、それぞれの地域で固有種となっていることが多い。
上述のように後から種分化したものとは逆に、過去にはもっと広汎に生息したが衰微して限られた地域に生き残ったことで固有種化している場合もあり、こうしたものは遺存種ともいう。中生代以前に隆盛を極めた裸子植物では日本固有のスギの他、セコイア、メタセコイア、イチョウ等、現生の少なくない種がこれに当てはまる。動物では大きなグループだとオセアニアの有袋類の他、カモノハシ、ムカシトカゲ等が挙げられる。